# Yeon Sang-ho
Yeon Sang-ho (Seúl, Corea del Sur; 1 de enero de 1980) es un director de cine y guionista surcoreano. Entre sus trabajos cinematográficos figuran la película de terror  Train to Busan (2016), su precuela animada Seoul Station (2016) y la película de acción y de superhéroes Psychokinesis (2018).

## Filmografía

### Largometrajes
| Año  | Película       | Acreditado como | Acreditado como | Acreditado como | Ref.        |
| Año  | Película       | Director        | Escritor        | Productor       | Ref.        |
| ---- | -------------- | --------------- | --------------- | --------------- | ----------- |
| 2011 | King of Pigs   | Sí              | Sí              | No              |             |
| 2013 | The Fake       | Sí              | Sí              | No              |             |
| 2016 | Train to Busan | Sí              | Sí              | No              |             |
| 2016 | Seoul Station  | Sí              | Sí              | No              |             |
| 2018 | Psychokinesis  | Sí              | Sí              | No              |             |
| 2020 | Península      | Sí              | Sí              | No              |             |
| 2022 | Jung_E         | Sí              | Sí              | No              | [ 1 ] [ 2 ] |

### Cortometrajes
| Año  | Película                    | Acreditado como | Acreditado como |
| Año  | Película                    | Director        | Escritor        |
| ---- | --------------------------- | --------------- | --------------- |
| 2006 | The Hell: Two Kinds of Life | Sí              | No              |
| 2012 | The Window                  | Sí              | No              |

### Televisión
| Año  | Televisión | Acreditado como | Acreditado como | Ref.  |
| Año  | Televisión | Director        | Escritor        | Ref.  |
| ---- | ---------- | --------------- | --------------- | ----- |
| 2020 | The Cursed | No              | Sí              | [ 3 ] |
| 2021 | Hellbound  | Sí              | Sí              |       |

Filmografía tomada de: Internet Movie Database